# Eriothrix stackelbergi
Eriothrix stackelbergi là một loài ruồi trong họ Tachinidae.